# U.T.
U.T. er en kortfilm instrueret af Anders Bonndsen.